# Middleton Grange, Sydney
Middleton Grange este o suburbie în Sydney, Australia.